# Geoffrey Holder

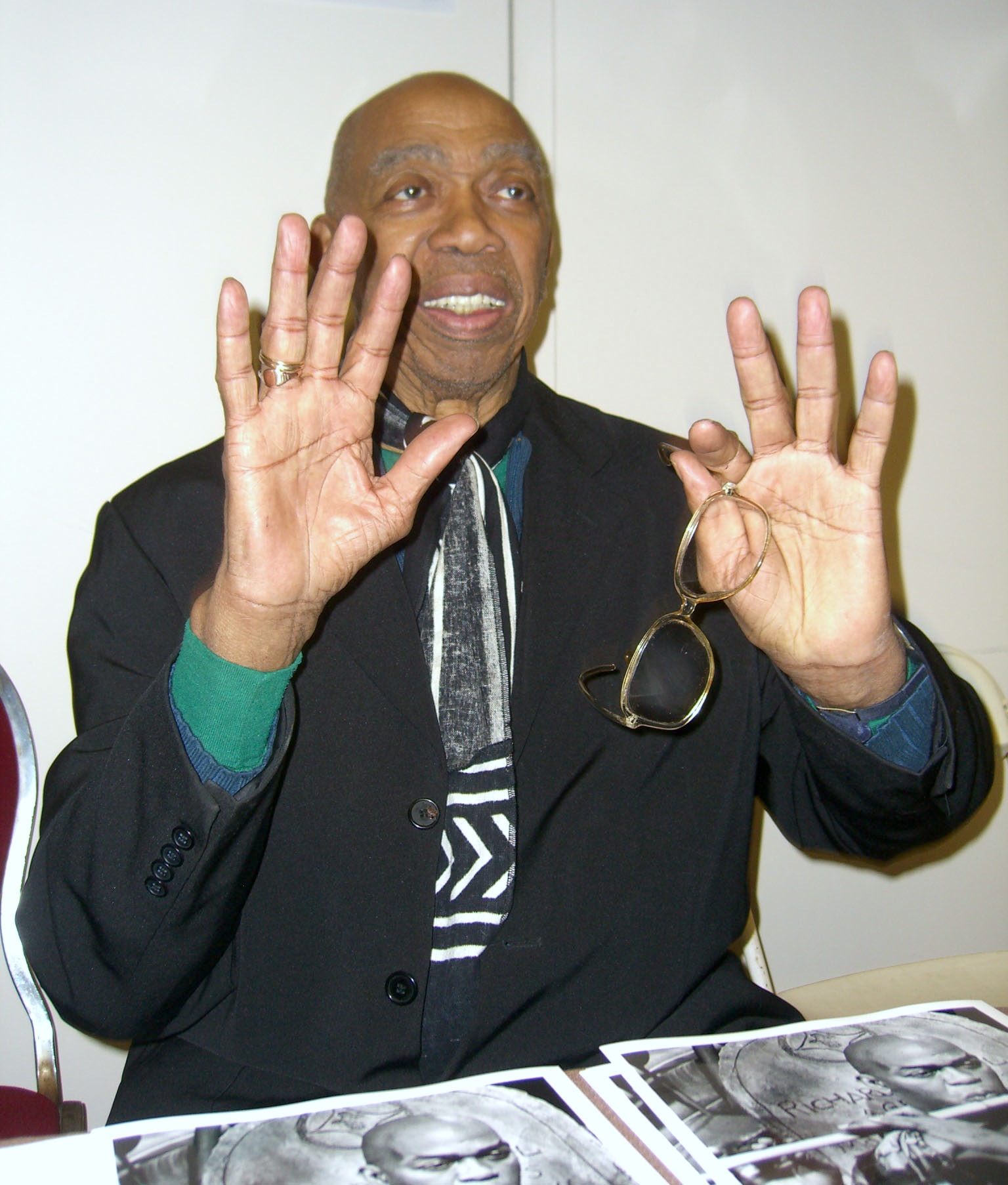
Holder auf einer Convention (2008)

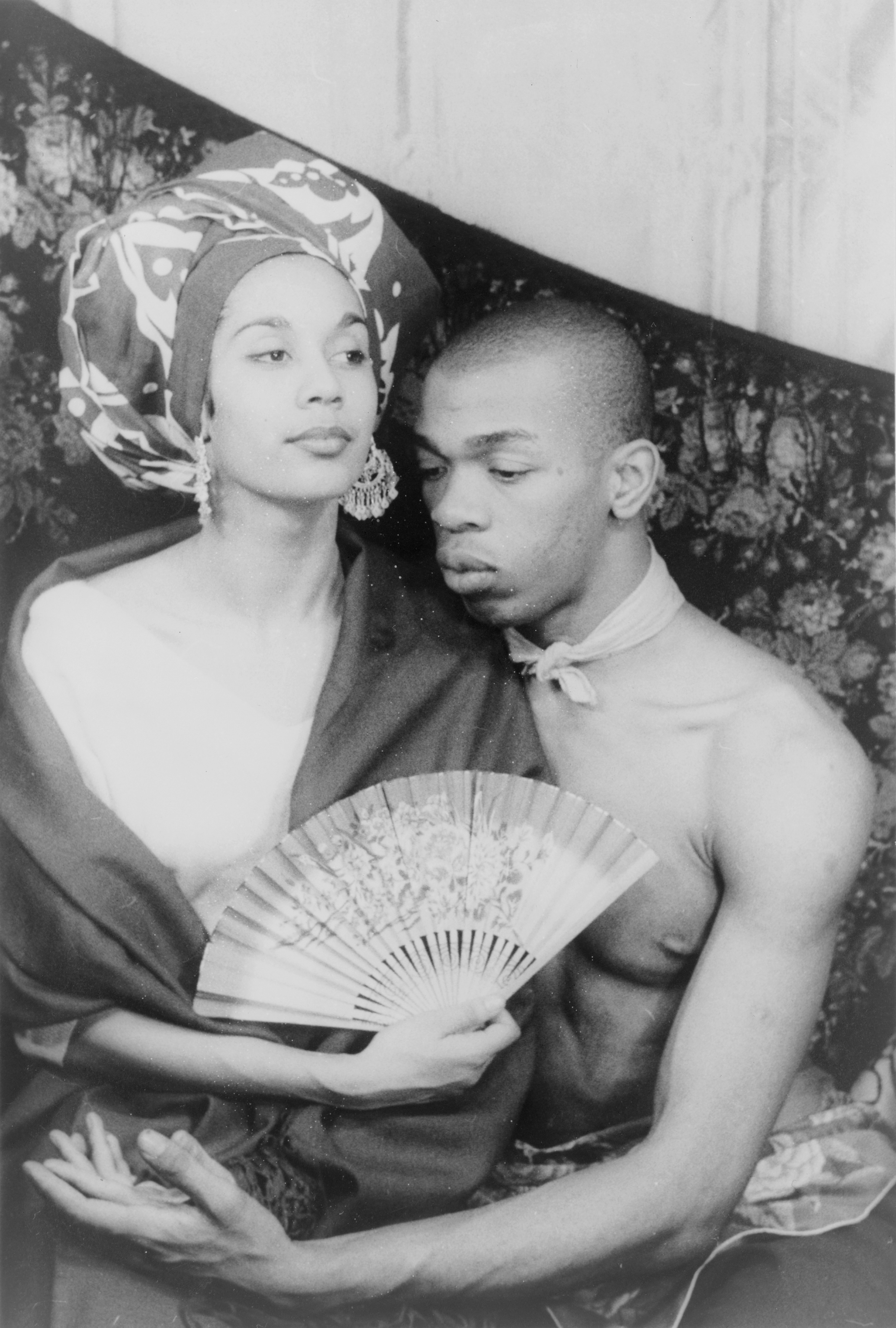
Holder und seine Ehefrau (1955)

Geoffrey Richard Holder (* 1. August 1930 in Port of Spain, Trinidad, Trinidad und Tobago; † 5. Oktober 2014 in Manhattan, New York) war ein Schauspieler, Schriftsteller, Sänger und Tänzer aus Trinidad und Tobago. Er war mit der US-amerikanischen Tänzerin, Choreografin und Schauspielerin Carmen De Lavallade verheiratet.

## Leben
Holder wurde als eines von vier Geschwistern geboren. Im Alter von sieben Jahren schloss sich Holder seinem älteren Bruder und dessen Tanztruppe an und wurde von ihnen im Tanzen und Malen unterrichtet. Anfang des Jahres 1954 übersiedelte er dann in die Vereinigten Staaten. Im Dezember 1954 hatte Holder seinen ersten Theaterauftritt. 1955 heiratete er Carmen De Lavallade, mit der er einen Sohn hatte. Danach konzentrierte er sich auf das Tanzen.
So trat er zum Beispiel 1964 mit seiner Frau in einer Show von Joséphine Baker in der Pariser Music Hall Olympia auf. Im ersten TV-Film über Joséphine Baker aus schwarzer Perspektive, "Joséphine Baker. Schwarze Diva in einer weißen Welt", WDR 2006, ist er als Tänzer zu sehen sowie als Zeitzeuge im Interview.
Bekannt wurde Holder durch den James-Bond-Film Leben und sterben lassen, in dem er den Baron Samedi spielte. 1975 gewann Holder einen Tony Award für die beste Regie eines Musicals (The Wiz). Er starb am 5. Oktober 2014 in Manhattan im Alter von 84 Jahren an den Folgen einer Lungenentzündung.

## Filmografie (Auswahl)
- 1957: Carib Gold
- 1959: Porgy und Bess (Porgy and Bess)
- 1962: Die heiße Nacht (All Night Long)
- 1967: Doktor Dolittle (Doctor Dolittle)
- 1967/1968: Tarzan (Fernsehserie, 2 Folgen)
- 1968: Krakatoa – Das größte Abenteuer des letzten Jahrhunderts (Krakatoa, East of Java)
- 1970: Ihr Auftritt, Al Mundy (It Takes a Thief, Fernsehserie, Folge 3x15)
- 1972: Was Sie schon immer über Sex wissen wollten, aber bisher nicht zu fragen wagten (Everything You Always Wanted to Know About Sex*)
- 1973: Der Mann ohne Vaterland (The Man Without a Country, Fernsehfilm)
- 1973: James Bond 007 – Leben und sterben lassen (Live and Let Die)
- 1976: Der scharlachrote Pirat (Swashbuckler)
- 1982: Annie
- 1983: Alice im Wunderland (Alice in Wonderland, Fernsehfilm)
- 1992: Boomerang
- 1997–2002: Der Bär im großen blauen Haus (Bear in the Big Blue House, Fernsehserie, 42 Folgen, Sprechrolle)
- 1998: Begegnung in Venedig (Hasards ou Coïncidences)
- 1999: Märchenprinz verzweifelt gesucht (Goosed)
- 2002/2003: Cyber-Jagd (Cyberchase, Fernsehserie, 2 Folgen, Sprechrolle)
- 2005: Charlie und die Schokoladenfabrik (Charlie and the Chocolate Factory, Sprechrolle)
- 2008: Der kleine Zauberer – Hüter des magischen Kristalls (The Little Wizard: Guardian of the Magic Crystals)

## Bücher
- 1959: Black Gods, Green Islands, ISBN 0837127890.
- 1973: Geoffrey Holder’s Caribbean Cookbook
- 1986: Adam, ISBN 0670810282.
- 1995: Geoffrey Holder:The Painter, ISBN 0910763135.
- 2004: The Dancing spirits of Trinidad: Moko Jumbies, ISBN 0972766138.